# Серж Пољаков
Серж Пољаков (фр. Serge Poliakoff; Москва, 8. јануар 1900 — 12. октобар 1969) је био француски модернистички сликар пореклом из Русије, припадао је ташизму.

## Биографија
Рођен је 8. јануара 1900. у Москви, као тринаесто од четрнаест деце. Његов отац Киргиз је снабдевао војску коњима које је сам узгајао и поседовао је тркачку шталу, а мајка му је била јако повезана са црквом, њене верске иконе су Пољакова фасцинирале. Године 1906. је напустио кућу и зарађивало је за живот као музичар са дванаест година. Уписао је Московску школу за сликарство, вајарство и архитектуру, али је побегао из Русије 1918. У Константинопољ је стигао 1920. живећи од зараде као гитариста. Прошао је кроз Софију, Београд, Беч и Берлин пре него што се настанио у Паризу 1923. године, настављајући да свира у руским кабареима. Године 1929. се уписао на Академију де ла Гранде. Током свог боравка у Лондону 1935—1937. је упознао апстрактну уметност и боје египатских саркофага. Нешто касније упознаје Василија Кандинског, Соњу и Роберта Делонеа и Ота Фројндлиха. Сматран је једним од најмоћнијих сликара своје генерације. Године 1947. га је обучавао Жан Дејрол у Горду заједно са Жераром Ернестом Шнајдером, Емилом Ђилиолијем и Виктором Вазарелијем. Почетком 1950-их је зарађивао за живот свирајући балалајку што му је омогућило бољу финансијску стабилност. Године 1962. је излагао слике на Бијеналу у Венецији и исте године је постао француски држављанин. Преминуо је 12. октобра 1969. у Паризу. Од 1970. године није било значајније изложбе његових дела у његовом родном граду. Његова дела су данас изложена у великом броју музеја у Европи и Њујорку. Године 2006. су његова дела изложена у музеју у Луксембургу под називом L'Envolée lyrique, Paris 1945—1956. Године 2013. је Музеј модерне уметности града Париза излагао апстрактне сликаре ретроспективе која је обухватила 150 дела из периода 1946—1969.

## Изложбе
- Серж Пољаков, Galleria Lorenzelli, Бергамо (1970)
- Серж Пољаков, Lorenzelli Arte, Милано (1983)
- Серж Пољаков, Сан о облицима, Музеј модерне уметности града Париза (2013)
- Серж Пољаков, Galerie Applicat-Prazan, Париз (2013)